# SvenskMud
SvenskMud är ett MUD helt på svenska som utgår från LPMud 2.4.5, som skrevs av Lars Pensjö, översattes till svenska av Linus Tolke under sommaren 1991 och öppnade den 29 juli samma år. SvenskMUD fanns tidigare hos datorföreningen Lysator. SvenskMUD drivs idag vidare av en samling entusiaster, efter att källkoden för originalet gjorts tillgängligt av de tidigare författarna. SvenskMUD är gratis att spela för alla och kräver inte att spelarna delar några personuppgifter.

## Tidigare (nu nedlagda) versioner
- SvenskMUD Originalet! krävde ett medlemskap på Esplanaden och ett godkännande av en administratör i spelet.
- SvenskMUD akt II, som öppnade sommaren 2007, var en vidareutveckling av SvenskMUD och mer inriktad på rollspel.